# Limnichthys polyactis
Limnichthys polyactis är en fiskart som beskrevs av Nelson, 1978. Limnichthys polyactis ingår i släktet Limnichthys och familjen Creediidae. Inga underarter finns listade i Catalogue of Life.